# Anca Lupu
Anca Lupu (n. 2 aprilie 1978) este o pianistă născută în Cluj-Napoca, România. Și-a făcut studiile la București și le-a continuat la Frankfurt am Main în Germania. Din anul 2000 este solistă.

## Cariera Muzicală
A început lecțiile de pian încă de la 6 ani. În 1996 a terminat cu distincție Liceul de Muzică din Cluj-Napoca, orașul ei natal, și a continuat cu studii superioare la Universitatea Națională de Muzică din București. Din 1998 a trecut la Hochschule für Musik und Darstellende Kunst (Școala Superioară de Muzică și Arte vizuale) din Frankfurt pe Main, Germania. Și-a făcut lucrarea de diplomă la profesorii Herbert Seidel și Bernhard Wetz. A absolvit apoi un studiu suplimentar al Muzicii de concert la prof. Catherine Vickers.
Devenirea sa artistică a fost modelată și în cadrul unor cursuri de măiestrie, susținute de pianiști celebri ca Paul Badura-Skoda, Menahem Pressler, Nicklas Schmidt, Cvartetul Fauré, Andrej Jasinski sau Gerhard Mantel.
Din 2001 în 2009, Anca Lupu a fost susținută de Fundațiile „Yehudi Menuhin” și „Anna Ruths”. Începând cu anul 2009, Anca Lupu este pianist colaborator la Frankfurt Musikhochschule.
Condusă de pasiunea sa pentru muzica de cameră, artista obține încă două titluri de master în muzică de cameră, la Universitatea Folkwang din Essen sub îndrumarea Prof. Dirk Mommertz, și la Conservatorul "Reina Sofia" din Madrid sub îndrumarea Prof. Ralf Gothoni.

### Premii
A obținut numeroase premii la concursuri muzicale naționale și internaționale, ca de exemplu:
- Premiul 1 la Concursul Internațional „Città di Stresa", Italia
- Premiul 1 la „Concours Musical de France", Franța
- Premiul 3 la Concursul Internațional „Tinereți muzicale”, România
- Premiul 1 al societății „Polytechnische Gesellschaft Frankfurt“, Germania
- Premiul 1 la Concursul de la Deutscher Akademischer Austauschdienst (DAAD) – Serviciul de schimb de studenți, Frankfurt pe Main

Anca Lupu a fost onorată de sprijinul din partea multor asociații muzicale, ca de ex. de la mai multe secțiuni ale Rotary Club, de la „Alte Oper” (Frankfurt pe Main) și de la asociația „Yehudi Menuhin - Live Music Now” (LMN).
Și-a putut dovedi calitățile muzicale deosebite în numeroase concerte solo sau și de muzică de cameră din România, Franța, Italia, Germania și America de Sud.